# Life in the Treehouse
Life in the Treehouse es el cuarto álbum de estudio del grupo Marlango lanzado el 1 de junio de 2010 a través de Universal Music Group.

## Lista de canciones
- El material discográfico contiene 11 temas.[1][2][3]

| N.º | Título                        | Escritor(es)                     | Duración |  |
| 1.  | «The Long Fall»               | Leonor Watling, Alejandro Pelayo | 3:43     |  |
| 2.  | «I Don't Really Want to Know» | Leonor Watling, Alejandro Pelayo | 3:20     |  |
| 3.  | «The Answer»                  | Leonor Watling, Alejandro Pelayo | 3:06     |  |
| 4.  | «Thank Someone Tonight»       | Leonor Watling, Alejandro Pelayo | 5:13     |  |
| 5.  | «You Won't Have Me»           | Leonor Watling, Alejandro Pelayo | 3:33     |  |
| 6.  | «Play Boy Play»               | Leonor Watling, Alejandro Pelayo | 2:16     |  |
| 7.  | «White Noise (Secret Sound)»  | Leonor Watling, Alejandro Pelayo | 3:59     |  |
| 8.  | «Let the Sky Fall»            | Leonor Watling, Alejandro Pelayo | 2:08     |  |
| 9.  | «I Carry You»                 | Leonor Watling, Alejandro Pelayo | 3:20     |  |
| 10. | «Too Many Ways»               | Leonor Watling, Alejandro Pelayo | 4:06     |  |
| 11. | «Take Me»                     | Leonor Watling, Alejandro Pelayo | 4:13     |  |

## Créditos y personal
- Coro, Artista invitado: Jorge Drexler
- Coros: Nur Al Levi
- Trompa: Julián López
- Batería: Gonzalo Maestre, Ricardo Moreno,
- Composición, dirección, fender rhodes, piano: Alejandro Pelayo
- Artista invitado: Pereza, Suso Saiz, Ben Sidran
- Coros, batería, pandereta, shaker: Leo Sidran
- Compositor, Coro y piano: Leonor Watling
- Coro y piano: Rufus Wainwright
- Fliscorno:  Oscar Ybarra